# Agabus clypealis
Agabus clypealis је инсект из реда тврдокрилаца (Coleoptera) и породице гњураца (Dytiscidae). 

## Распрострањење
Ареал врсте покрива средњи број држава. Врста је присутна у Русији, Шведској, Пољској, Немачкој, Данској и Летонији.

## Станиште
Станиште врсте су слатководна подручја. 

## Угроженост
Ова врста се сматра угроженом.